# 巴约瓦尔
巴约瓦尔（西班牙語：Bayóvar）是秘鲁的一个港口，位于皮乌拉地区的塞丘拉省。

## 地理
巴约瓦尔北临太平洋，当地政府曾计划于2019年前施工完成港口的扩建。